# 사가 (비디오 게임 시리즈)
《사가》(SaGa, サガ)는 스퀘어 에닉스가 발매하는 롤플레잉 비디오 게임 시리즈이다. 1989년에 게임보이로 발매된 《마계탑사 사가》를 시작으로 슈퍼 패미컴, 플레이스테이션, 플레이스테이션 2 등 다양한 기종으로 출시됐다. 초기에는 스퀘어에서 개발했으나 스퀘어 에닉스로 합병 후 해당 기업에서 제작을 이어가고 있다. 시리즈 대대로 카와즈 아키토시가 프로듀서를 포함한 일괄 개발을 담당하고 있다.
각 게임마다 고유의 개성을 가지고 있으나 공통적으로 과학 판타지 세계관, 오픈 월드형 게임 구조, 비선형적 이야기 진행방식을 포함해 타 스퀘어 에닉스 RPG들과 구별되는 게임플레이 요소를 갖춘 것이 특징이다. 2020년까지 10개 이상의 게임 및 리메이크들이 발매됐다.

## 특징
《사가》 시리즈는 오픈 월드형 게임 구조와 열린 이야기 진행방식을 도입해 플레이어로 하여금 자유로운 캐릭터 성장과 플레이를 권장하는 것이 특징이다. 동사의 《파이널 판타지》처럼 각 작품들은 대개 서로 이야기가 연결되지 않는다.

## 개발
| 1989      | 마계탑사 사가            |
| 1990      | 사가 2: 비보전설         |
| 1991      | 사가 3: 시공의 패자      |
| 1992      | 로맨싱 사가              |
| 1993      | 로맨싱 사가 2            |
| 1994      |                          |
| 1995      | 로맨싱 사가 3            |
| 1996      |                          |
| 1997      | 사가 프론티어            |
| 1998      |                          |
| 1999      | 사가 프론티어 2          |
| 2000–2001 |                          |
| 2002      | 언리미티드 사가          |
| 2003–2004 |                          |
| 2005      | 로맨싱 사가: 민스트럴 송 |
| 2006–2011 |                          |
| 2012      | 엠러러스 사가            |
| 2013–2014 |                          |
| 2015      | 임페리얼 사가            |
| 2016      | 사가: 스칼렛 그레이스    |
| 2017      |                          |
| 2018      | 로맨싱 사가 리유니버스   |
| 2019      | 임페리얼 사가 이클립스   |

《사가》 시리즈는 이전에 스퀘어의 《파이널 판타지》와 《파이널 판타지 II》를 기획했던 게임 디자이너 카와즈 아키토시가 제작했다. 닌텐도의 휴대용 게임기 게임보이가 《테트리스》같은 게임들로 전세계적인 공전의 히트를 기록하자, 당시 스퀘어 사장 미야모토 마사시가 휴대용으로 게임을 제작하자는 지시를 내렸다. 카와즈와 이시이 코이치는 롤플레잉 비디오 게임을 개발하는 제안을 했고 그 결과 시리즈 첫 작품 《마계탑사 사가》가 1989년 출시하게 된다.
《사가》 시리즈는 《파이널 판타지》와 비교했을 때 의도적으로 어려운 것이 큰 차이점이라고 카와즈가 시리즈에 대해 기술한 바 있다. 전 시리즈의 캐릭터 디자인은 MMORPG 《그라나도 에스파다》에도 관여했던 코바야시 토모미가 담당했다. 카와즈를 비롯한 《사가》 제작진은 《파이널 판타지 크리스탈 크로니클즈》도 제작했다.

## 게임 목록
- 《마계탑사 사가》 (1989)
- 《사가 2: 비보전설》 (1990)
- 《사가 3: 시공의 패자》 (1991)
- 《로맨싱 사가》 (1992)
- 《로맨싱 사가 2》 (1993)
- 《로맨싱 사가 3》 (1995)
- 《사가 프론티어》 (1997)
- 《사가 프론티어 2》 (1999)
- 《언리미티드 사가》 (2002)
- 《로맨싱 사가: 민스트럴 송》 (2005)
- 《엠러러스 사가》 (2012)
- 《임페리얼 사가》 (2015)
- 《사가: 스칼렛 그레이스》 (2016)
- 《로맨싱 사가 리유니버스》 (2018)
- 《임페리얼 사가 이클립스》 (2019)